# (2473) Heyerdahl
(2473) Heyerdahl es un asteroide perteneciente al cinturón de asteroides, descubierto el 12 de septiembre de 1977 por Nikolái Stepánovich Chernyj desde el Observatorio Astrofísico de Crimea (República de Crimea).

## Designación y nombre
Designado provisionalmente como 1977 RX7. Fue nombrado Heyerdahl en honor al explorador y biólogo noruego Thor Heyerdahl.